# Defensa polonesa
La defensa polonesa és el nom comunament donat a una de les diverses seqüències de moviments d'obertura d'escacs caracteritzats per un primerenc ...b5 de banda de les negres. El nom "defensa polonesa" ve donat per l'analogia amb l'anomenada obertura polonesa (Codi ECO A40), 1.b4. La línia original era
1.d4 b5
tal com la va jugar Alexander Wagner, un jugador i analista d'obertures polonès, contra Kuhn, en el Campionat suís per correspondència de 1913. Wagner publicà una anàlisi de l'obertura dins Deutsches Wochenschach el 1914, quan estava vivint a Stanislau, Galítsia, Imperi Austrohongarès (actualment Ivano-Frankivsk, Ucraïna). Posteriorment el nom també fou aplicat a
1.d4 Cf6
2.Cf3 b5
i a altres variants on el negre retarda ...b5 fins al segon o tercer moviment, les quals s'anomenen de vegades defensa polonesa diferida.

## Detalls
Amb ...b5, el negre intenta prendre el control de c4, però 1.d4 b5 es considera generalment dubtós després de 2.e4, amenaçant 3.Axb5. Modern Chess Openings (MCO-14, 1999) assigna dues columnes a la polonesa, tot comentant que les variants on el negre espera i fa 2...b5 en comptes de 1...b5 són molt més segures. Edicions Anteriors de MCO donaven només una única columna d'anàlisi i consideraven només les línies de 2...b5. MCO-9 (1957), manifesta que la polonesa "falla perquè negligeix el centre". Aquell veredicte negatiu s'estovava a la següent edició, MCO-10 (1965), dient que la polonesa "negligeix el centre, però no és refutada". MCO-12 (1982) manté l'avaluació de "no refutada" i destaca que la polonesa es pot donar per transposició del sistema Réti. D'altres judicis han estat més durs. La polonesa amb 1...b5 era considerada "totalment sense valor" per I. A. Horowitz el 1964.
|   | a | b | c | d | e | f | g | h |   |
| 8 | a8 negres torre · b8 negres cavall · c8 negres alfil · d8 negres dama · e8 negres rei · f8 negres alfil · h8 negres torre · a7 negres peó · c7 negres peó · d7 negres peó · e7 negres peó · f7 negres peó · g7 negres peó · h7 negres peó · f6 negres cavall · b5 negres peó · f3 blanques cavall · g3 blanques peó · a2 blanques peó · b2 blanques peó · c2 blanques peó · d2 blanques peó · e2 blanques peó · f2 blanques peó · h2 blanques peó · a1 blanques torre · b1 blanques cavall · c1 blanques alfil · d1 blanques dama · e1 blanques rei · f1 blanques alfil · h1 blanques torre | a8 negres torre · b8 negres cavall · c8 negres alfil · d8 negres dama · e8 negres rei · f8 negres alfil · h8 negres torre · a7 negres peó · c7 negres peó · d7 negres peó · e7 negres peó · f7 negres peó · g7 negres peó · h7 negres peó · f6 negres cavall · b5 negres peó · f3 blanques cavall · g3 blanques peó · a2 blanques peó · b2 blanques peó · c2 blanques peó · d2 blanques peó · e2 blanques peó · f2 blanques peó · h2 blanques peó · a1 blanques torre · b1 blanques cavall · c1 blanques alfil · d1 blanques dama · e1 blanques rei · f1 blanques alfil · h1 blanques torre | a8 negres torre · b8 negres cavall · c8 negres alfil · d8 negres dama · e8 negres rei · f8 negres alfil · h8 negres torre · a7 negres peó · c7 negres peó · d7 negres peó · e7 negres peó · f7 negres peó · g7 negres peó · h7 negres peó · f6 negres cavall · b5 negres peó · f3 blanques cavall · g3 blanques peó · a2 blanques peó · b2 blanques peó · c2 blanques peó · d2 blanques peó · e2 blanques peó · f2 blanques peó · h2 blanques peó · a1 blanques torre · b1 blanques cavall · c1 blanques alfil · d1 blanques dama · e1 blanques rei · f1 blanques alfil · h1 blanques torre | a8 negres torre · b8 negres cavall · c8 negres alfil · d8 negres dama · e8 negres rei · f8 negres alfil · h8 negres torre · a7 negres peó · c7 negres peó · d7 negres peó · e7 negres peó · f7 negres peó · g7 negres peó · h7 negres peó · f6 negres cavall · b5 negres peó · f3 blanques cavall · g3 blanques peó · a2 blanques peó · b2 blanques peó · c2 blanques peó · d2 blanques peó · e2 blanques peó · f2 blanques peó · h2 blanques peó · a1 blanques torre · b1 blanques cavall · c1 blanques alfil · d1 blanques dama · e1 blanques rei · f1 blanques alfil · h1 blanques torre | a8 negres torre · b8 negres cavall · c8 negres alfil · d8 negres dama · e8 negres rei · f8 negres alfil · h8 negres torre · a7 negres peó · c7 negres peó · d7 negres peó · e7 negres peó · f7 negres peó · g7 negres peó · h7 negres peó · f6 negres cavall · b5 negres peó · f3 blanques cavall · g3 blanques peó · a2 blanques peó · b2 blanques peó · c2 blanques peó · d2 blanques peó · e2 blanques peó · f2 blanques peó · h2 blanques peó · a1 blanques torre · b1 blanques cavall · c1 blanques alfil · d1 blanques dama · e1 blanques rei · f1 blanques alfil · h1 blanques torre | a8 negres torre · b8 negres cavall · c8 negres alfil · d8 negres dama · e8 negres rei · f8 negres alfil · h8 negres torre · a7 negres peó · c7 negres peó · d7 negres peó · e7 negres peó · f7 negres peó · g7 negres peó · h7 negres peó · f6 negres cavall · b5 negres peó · f3 blanques cavall · g3 blanques peó · a2 blanques peó · b2 blanques peó · c2 blanques peó · d2 blanques peó · e2 blanques peó · f2 blanques peó · h2 blanques peó · a1 blanques torre · b1 blanques cavall · c1 blanques alfil · d1 blanques dama · e1 blanques rei · f1 blanques alfil · h1 blanques torre | a8 negres torre · b8 negres cavall · c8 negres alfil · d8 negres dama · e8 negres rei · f8 negres alfil · h8 negres torre · a7 negres peó · c7 negres peó · d7 negres peó · e7 negres peó · f7 negres peó · g7 negres peó · h7 negres peó · f6 negres cavall · b5 negres peó · f3 blanques cavall · g3 blanques peó · a2 blanques peó · b2 blanques peó · c2 blanques peó · d2 blanques peó · e2 blanques peó · f2 blanques peó · h2 blanques peó · a1 blanques torre · b1 blanques cavall · c1 blanques alfil · d1 blanques dama · e1 blanques rei · f1 blanques alfil · h1 blanques torre | a8 negres torre · b8 negres cavall · c8 negres alfil · d8 negres dama · e8 negres rei · f8 negres alfil · h8 negres torre · a7 negres peó · c7 negres peó · d7 negres peó · e7 negres peó · f7 negres peó · g7 negres peó · h7 negres peó · f6 negres cavall · b5 negres peó · f3 blanques cavall · g3 blanques peó · a2 blanques peó · b2 blanques peó · c2 blanques peó · d2 blanques peó · e2 blanques peó · f2 blanques peó · h2 blanques peó · a1 blanques torre · b1 blanques cavall · c1 blanques alfil · d1 blanques dama · e1 blanques rei · f1 blanques alfil · h1 blanques torre | 8 |
| 7 | a8 negres torre · b8 negres cavall · c8 negres alfil · d8 negres dama · e8 negres rei · f8 negres alfil · h8 negres torre · a7 negres peó · c7 negres peó · d7 negres peó · e7 negres peó · f7 negres peó · g7 negres peó · h7 negres peó · f6 negres cavall · b5 negres peó · f3 blanques cavall · g3 blanques peó · a2 blanques peó · b2 blanques peó · c2 blanques peó · d2 blanques peó · e2 blanques peó · f2 blanques peó · h2 blanques peó · a1 blanques torre · b1 blanques cavall · c1 blanques alfil · d1 blanques dama · e1 blanques rei · f1 blanques alfil · h1 blanques torre | a8 negres torre · b8 negres cavall · c8 negres alfil · d8 negres dama · e8 negres rei · f8 negres alfil · h8 negres torre · a7 negres peó · c7 negres peó · d7 negres peó · e7 negres peó · f7 negres peó · g7 negres peó · h7 negres peó · f6 negres cavall · b5 negres peó · f3 blanques cavall · g3 blanques peó · a2 blanques peó · b2 blanques peó · c2 blanques peó · d2 blanques peó · e2 blanques peó · f2 blanques peó · h2 blanques peó · a1 blanques torre · b1 blanques cavall · c1 blanques alfil · d1 blanques dama · e1 blanques rei · f1 blanques alfil · h1 blanques torre | a8 negres torre · b8 negres cavall · c8 negres alfil · d8 negres dama · e8 negres rei · f8 negres alfil · h8 negres torre · a7 negres peó · c7 negres peó · d7 negres peó · e7 negres peó · f7 negres peó · g7 negres peó · h7 negres peó · f6 negres cavall · b5 negres peó · f3 blanques cavall · g3 blanques peó · a2 blanques peó · b2 blanques peó · c2 blanques peó · d2 blanques peó · e2 blanques peó · f2 blanques peó · h2 blanques peó · a1 blanques torre · b1 blanques cavall · c1 blanques alfil · d1 blanques dama · e1 blanques rei · f1 blanques alfil · h1 blanques torre | a8 negres torre · b8 negres cavall · c8 negres alfil · d8 negres dama · e8 negres rei · f8 negres alfil · h8 negres torre · a7 negres peó · c7 negres peó · d7 negres peó · e7 negres peó · f7 negres peó · g7 negres peó · h7 negres peó · f6 negres cavall · b5 negres peó · f3 blanques cavall · g3 blanques peó · a2 blanques peó · b2 blanques peó · c2 blanques peó · d2 blanques peó · e2 blanques peó · f2 blanques peó · h2 blanques peó · a1 blanques torre · b1 blanques cavall · c1 blanques alfil · d1 blanques dama · e1 blanques rei · f1 blanques alfil · h1 blanques torre | a8 negres torre · b8 negres cavall · c8 negres alfil · d8 negres dama · e8 negres rei · f8 negres alfil · h8 negres torre · a7 negres peó · c7 negres peó · d7 negres peó · e7 negres peó · f7 negres peó · g7 negres peó · h7 negres peó · f6 negres cavall · b5 negres peó · f3 blanques cavall · g3 blanques peó · a2 blanques peó · b2 blanques peó · c2 blanques peó · d2 blanques peó · e2 blanques peó · f2 blanques peó · h2 blanques peó · a1 blanques torre · b1 blanques cavall · c1 blanques alfil · d1 blanques dama · e1 blanques rei · f1 blanques alfil · h1 blanques torre | a8 negres torre · b8 negres cavall · c8 negres alfil · d8 negres dama · e8 negres rei · f8 negres alfil · h8 negres torre · a7 negres peó · c7 negres peó · d7 negres peó · e7 negres peó · f7 negres peó · g7 negres peó · h7 negres peó · f6 negres cavall · b5 negres peó · f3 blanques cavall · g3 blanques peó · a2 blanques peó · b2 blanques peó · c2 blanques peó · d2 blanques peó · e2 blanques peó · f2 blanques peó · h2 blanques peó · a1 blanques torre · b1 blanques cavall · c1 blanques alfil · d1 blanques dama · e1 blanques rei · f1 blanques alfil · h1 blanques torre | a8 negres torre · b8 negres cavall · c8 negres alfil · d8 negres dama · e8 negres rei · f8 negres alfil · h8 negres torre · a7 negres peó · c7 negres peó · d7 negres peó · e7 negres peó · f7 negres peó · g7 negres peó · h7 negres peó · f6 negres cavall · b5 negres peó · f3 blanques cavall · g3 blanques peó · a2 blanques peó · b2 blanques peó · c2 blanques peó · d2 blanques peó · e2 blanques peó · f2 blanques peó · h2 blanques peó · a1 blanques torre · b1 blanques cavall · c1 blanques alfil · d1 blanques dama · e1 blanques rei · f1 blanques alfil · h1 blanques torre | a8 negres torre · b8 negres cavall · c8 negres alfil · d8 negres dama · e8 negres rei · f8 negres alfil · h8 negres torre · a7 negres peó · c7 negres peó · d7 negres peó · e7 negres peó · f7 negres peó · g7 negres peó · h7 negres peó · f6 negres cavall · b5 negres peó · f3 blanques cavall · g3 blanques peó · a2 blanques peó · b2 blanques peó · c2 blanques peó · d2 blanques peó · e2 blanques peó · f2 blanques peó · h2 blanques peó · a1 blanques torre · b1 blanques cavall · c1 blanques alfil · d1 blanques dama · e1 blanques rei · f1 blanques alfil · h1 blanques torre | 7 |
| 6 | a8 negres torre · b8 negres cavall · c8 negres alfil · d8 negres dama · e8 negres rei · f8 negres alfil · h8 negres torre · a7 negres peó · c7 negres peó · d7 negres peó · e7 negres peó · f7 negres peó · g7 negres peó · h7 negres peó · f6 negres cavall · b5 negres peó · f3 blanques cavall · g3 blanques peó · a2 blanques peó · b2 blanques peó · c2 blanques peó · d2 blanques peó · e2 blanques peó · f2 blanques peó · h2 blanques peó · a1 blanques torre · b1 blanques cavall · c1 blanques alfil · d1 blanques dama · e1 blanques rei · f1 blanques alfil · h1 blanques torre | a8 negres torre · b8 negres cavall · c8 negres alfil · d8 negres dama · e8 negres rei · f8 negres alfil · h8 negres torre · a7 negres peó · c7 negres peó · d7 negres peó · e7 negres peó · f7 negres peó · g7 negres peó · h7 negres peó · f6 negres cavall · b5 negres peó · f3 blanques cavall · g3 blanques peó · a2 blanques peó · b2 blanques peó · c2 blanques peó · d2 blanques peó · e2 blanques peó · f2 blanques peó · h2 blanques peó · a1 blanques torre · b1 blanques cavall · c1 blanques alfil · d1 blanques dama · e1 blanques rei · f1 blanques alfil · h1 blanques torre | a8 negres torre · b8 negres cavall · c8 negres alfil · d8 negres dama · e8 negres rei · f8 negres alfil · h8 negres torre · a7 negres peó · c7 negres peó · d7 negres peó · e7 negres peó · f7 negres peó · g7 negres peó · h7 negres peó · f6 negres cavall · b5 negres peó · f3 blanques cavall · g3 blanques peó · a2 blanques peó · b2 blanques peó · c2 blanques peó · d2 blanques peó · e2 blanques peó · f2 blanques peó · h2 blanques peó · a1 blanques torre · b1 blanques cavall · c1 blanques alfil · d1 blanques dama · e1 blanques rei · f1 blanques alfil · h1 blanques torre | a8 negres torre · b8 negres cavall · c8 negres alfil · d8 negres dama · e8 negres rei · f8 negres alfil · h8 negres torre · a7 negres peó · c7 negres peó · d7 negres peó · e7 negres peó · f7 negres peó · g7 negres peó · h7 negres peó · f6 negres cavall · b5 negres peó · f3 blanques cavall · g3 blanques peó · a2 blanques peó · b2 blanques peó · c2 blanques peó · d2 blanques peó · e2 blanques peó · f2 blanques peó · h2 blanques peó · a1 blanques torre · b1 blanques cavall · c1 blanques alfil · d1 blanques dama · e1 blanques rei · f1 blanques alfil · h1 blanques torre | a8 negres torre · b8 negres cavall · c8 negres alfil · d8 negres dama · e8 negres rei · f8 negres alfil · h8 negres torre · a7 negres peó · c7 negres peó · d7 negres peó · e7 negres peó · f7 negres peó · g7 negres peó · h7 negres peó · f6 negres cavall · b5 negres peó · f3 blanques cavall · g3 blanques peó · a2 blanques peó · b2 blanques peó · c2 blanques peó · d2 blanques peó · e2 blanques peó · f2 blanques peó · h2 blanques peó · a1 blanques torre · b1 blanques cavall · c1 blanques alfil · d1 blanques dama · e1 blanques rei · f1 blanques alfil · h1 blanques torre | a8 negres torre · b8 negres cavall · c8 negres alfil · d8 negres dama · e8 negres rei · f8 negres alfil · h8 negres torre · a7 negres peó · c7 negres peó · d7 negres peó · e7 negres peó · f7 negres peó · g7 negres peó · h7 negres peó · f6 negres cavall · b5 negres peó · f3 blanques cavall · g3 blanques peó · a2 blanques peó · b2 blanques peó · c2 blanques peó · d2 blanques peó · e2 blanques peó · f2 blanques peó · h2 blanques peó · a1 blanques torre · b1 blanques cavall · c1 blanques alfil · d1 blanques dama · e1 blanques rei · f1 blanques alfil · h1 blanques torre | a8 negres torre · b8 negres cavall · c8 negres alfil · d8 negres dama · e8 negres rei · f8 negres alfil · h8 negres torre · a7 negres peó · c7 negres peó · d7 negres peó · e7 negres peó · f7 negres peó · g7 negres peó · h7 negres peó · f6 negres cavall · b5 negres peó · f3 blanques cavall · g3 blanques peó · a2 blanques peó · b2 blanques peó · c2 blanques peó · d2 blanques peó · e2 blanques peó · f2 blanques peó · h2 blanques peó · a1 blanques torre · b1 blanques cavall · c1 blanques alfil · d1 blanques dama · e1 blanques rei · f1 blanques alfil · h1 blanques torre | a8 negres torre · b8 negres cavall · c8 negres alfil · d8 negres dama · e8 negres rei · f8 negres alfil · h8 negres torre · a7 negres peó · c7 negres peó · d7 negres peó · e7 negres peó · f7 negres peó · g7 negres peó · h7 negres peó · f6 negres cavall · b5 negres peó · f3 blanques cavall · g3 blanques peó · a2 blanques peó · b2 blanques peó · c2 blanques peó · d2 blanques peó · e2 blanques peó · f2 blanques peó · h2 blanques peó · a1 blanques torre · b1 blanques cavall · c1 blanques alfil · d1 blanques dama · e1 blanques rei · f1 blanques alfil · h1 blanques torre | 6 |
| 5 | a8 negres torre · b8 negres cavall · c8 negres alfil · d8 negres dama · e8 negres rei · f8 negres alfil · h8 negres torre · a7 negres peó · c7 negres peó · d7 negres peó · e7 negres peó · f7 negres peó · g7 negres peó · h7 negres peó · f6 negres cavall · b5 negres peó · f3 blanques cavall · g3 blanques peó · a2 blanques peó · b2 blanques peó · c2 blanques peó · d2 blanques peó · e2 blanques peó · f2 blanques peó · h2 blanques peó · a1 blanques torre · b1 blanques cavall · c1 blanques alfil · d1 blanques dama · e1 blanques rei · f1 blanques alfil · h1 blanques torre | a8 negres torre · b8 negres cavall · c8 negres alfil · d8 negres dama · e8 negres rei · f8 negres alfil · h8 negres torre · a7 negres peó · c7 negres peó · d7 negres peó · e7 negres peó · f7 negres peó · g7 negres peó · h7 negres peó · f6 negres cavall · b5 negres peó · f3 blanques cavall · g3 blanques peó · a2 blanques peó · b2 blanques peó · c2 blanques peó · d2 blanques peó · e2 blanques peó · f2 blanques peó · h2 blanques peó · a1 blanques torre · b1 blanques cavall · c1 blanques alfil · d1 blanques dama · e1 blanques rei · f1 blanques alfil · h1 blanques torre | a8 negres torre · b8 negres cavall · c8 negres alfil · d8 negres dama · e8 negres rei · f8 negres alfil · h8 negres torre · a7 negres peó · c7 negres peó · d7 negres peó · e7 negres peó · f7 negres peó · g7 negres peó · h7 negres peó · f6 negres cavall · b5 negres peó · f3 blanques cavall · g3 blanques peó · a2 blanques peó · b2 blanques peó · c2 blanques peó · d2 blanques peó · e2 blanques peó · f2 blanques peó · h2 blanques peó · a1 blanques torre · b1 blanques cavall · c1 blanques alfil · d1 blanques dama · e1 blanques rei · f1 blanques alfil · h1 blanques torre | a8 negres torre · b8 negres cavall · c8 negres alfil · d8 negres dama · e8 negres rei · f8 negres alfil · h8 negres torre · a7 negres peó · c7 negres peó · d7 negres peó · e7 negres peó · f7 negres peó · g7 negres peó · h7 negres peó · f6 negres cavall · b5 negres peó · f3 blanques cavall · g3 blanques peó · a2 blanques peó · b2 blanques peó · c2 blanques peó · d2 blanques peó · e2 blanques peó · f2 blanques peó · h2 blanques peó · a1 blanques torre · b1 blanques cavall · c1 blanques alfil · d1 blanques dama · e1 blanques rei · f1 blanques alfil · h1 blanques torre | a8 negres torre · b8 negres cavall · c8 negres alfil · d8 negres dama · e8 negres rei · f8 negres alfil · h8 negres torre · a7 negres peó · c7 negres peó · d7 negres peó · e7 negres peó · f7 negres peó · g7 negres peó · h7 negres peó · f6 negres cavall · b5 negres peó · f3 blanques cavall · g3 blanques peó · a2 blanques peó · b2 blanques peó · c2 blanques peó · d2 blanques peó · e2 blanques peó · f2 blanques peó · h2 blanques peó · a1 blanques torre · b1 blanques cavall · c1 blanques alfil · d1 blanques dama · e1 blanques rei · f1 blanques alfil · h1 blanques torre | a8 negres torre · b8 negres cavall · c8 negres alfil · d8 negres dama · e8 negres rei · f8 negres alfil · h8 negres torre · a7 negres peó · c7 negres peó · d7 negres peó · e7 negres peó · f7 negres peó · g7 negres peó · h7 negres peó · f6 negres cavall · b5 negres peó · f3 blanques cavall · g3 blanques peó · a2 blanques peó · b2 blanques peó · c2 blanques peó · d2 blanques peó · e2 blanques peó · f2 blanques peó · h2 blanques peó · a1 blanques torre · b1 blanques cavall · c1 blanques alfil · d1 blanques dama · e1 blanques rei · f1 blanques alfil · h1 blanques torre | a8 negres torre · b8 negres cavall · c8 negres alfil · d8 negres dama · e8 negres rei · f8 negres alfil · h8 negres torre · a7 negres peó · c7 negres peó · d7 negres peó · e7 negres peó · f7 negres peó · g7 negres peó · h7 negres peó · f6 negres cavall · b5 negres peó · f3 blanques cavall · g3 blanques peó · a2 blanques peó · b2 blanques peó · c2 blanques peó · d2 blanques peó · e2 blanques peó · f2 blanques peó · h2 blanques peó · a1 blanques torre · b1 blanques cavall · c1 blanques alfil · d1 blanques dama · e1 blanques rei · f1 blanques alfil · h1 blanques torre | a8 negres torre · b8 negres cavall · c8 negres alfil · d8 negres dama · e8 negres rei · f8 negres alfil · h8 negres torre · a7 negres peó · c7 negres peó · d7 negres peó · e7 negres peó · f7 negres peó · g7 negres peó · h7 negres peó · f6 negres cavall · b5 negres peó · f3 blanques cavall · g3 blanques peó · a2 blanques peó · b2 blanques peó · c2 blanques peó · d2 blanques peó · e2 blanques peó · f2 blanques peó · h2 blanques peó · a1 blanques torre · b1 blanques cavall · c1 blanques alfil · d1 blanques dama · e1 blanques rei · f1 blanques alfil · h1 blanques torre | 5 |
| 4 | a8 negres torre · b8 negres cavall · c8 negres alfil · d8 negres dama · e8 negres rei · f8 negres alfil · h8 negres torre · a7 negres peó · c7 negres peó · d7 negres peó · e7 negres peó · f7 negres peó · g7 negres peó · h7 negres peó · f6 negres cavall · b5 negres peó · f3 blanques cavall · g3 blanques peó · a2 blanques peó · b2 blanques peó · c2 blanques peó · d2 blanques peó · e2 blanques peó · f2 blanques peó · h2 blanques peó · a1 blanques torre · b1 blanques cavall · c1 blanques alfil · d1 blanques dama · e1 blanques rei · f1 blanques alfil · h1 blanques torre | a8 negres torre · b8 negres cavall · c8 negres alfil · d8 negres dama · e8 negres rei · f8 negres alfil · h8 negres torre · a7 negres peó · c7 negres peó · d7 negres peó · e7 negres peó · f7 negres peó · g7 negres peó · h7 negres peó · f6 negres cavall · b5 negres peó · f3 blanques cavall · g3 blanques peó · a2 blanques peó · b2 blanques peó · c2 blanques peó · d2 blanques peó · e2 blanques peó · f2 blanques peó · h2 blanques peó · a1 blanques torre · b1 blanques cavall · c1 blanques alfil · d1 blanques dama · e1 blanques rei · f1 blanques alfil · h1 blanques torre | a8 negres torre · b8 negres cavall · c8 negres alfil · d8 negres dama · e8 negres rei · f8 negres alfil · h8 negres torre · a7 negres peó · c7 negres peó · d7 negres peó · e7 negres peó · f7 negres peó · g7 negres peó · h7 negres peó · f6 negres cavall · b5 negres peó · f3 blanques cavall · g3 blanques peó · a2 blanques peó · b2 blanques peó · c2 blanques peó · d2 blanques peó · e2 blanques peó · f2 blanques peó · h2 blanques peó · a1 blanques torre · b1 blanques cavall · c1 blanques alfil · d1 blanques dama · e1 blanques rei · f1 blanques alfil · h1 blanques torre | a8 negres torre · b8 negres cavall · c8 negres alfil · d8 negres dama · e8 negres rei · f8 negres alfil · h8 negres torre · a7 negres peó · c7 negres peó · d7 negres peó · e7 negres peó · f7 negres peó · g7 negres peó · h7 negres peó · f6 negres cavall · b5 negres peó · f3 blanques cavall · g3 blanques peó · a2 blanques peó · b2 blanques peó · c2 blanques peó · d2 blanques peó · e2 blanques peó · f2 blanques peó · h2 blanques peó · a1 blanques torre · b1 blanques cavall · c1 blanques alfil · d1 blanques dama · e1 blanques rei · f1 blanques alfil · h1 blanques torre | a8 negres torre · b8 negres cavall · c8 negres alfil · d8 negres dama · e8 negres rei · f8 negres alfil · h8 negres torre · a7 negres peó · c7 negres peó · d7 negres peó · e7 negres peó · f7 negres peó · g7 negres peó · h7 negres peó · f6 negres cavall · b5 negres peó · f3 blanques cavall · g3 blanques peó · a2 blanques peó · b2 blanques peó · c2 blanques peó · d2 blanques peó · e2 blanques peó · f2 blanques peó · h2 blanques peó · a1 blanques torre · b1 blanques cavall · c1 blanques alfil · d1 blanques dama · e1 blanques rei · f1 blanques alfil · h1 blanques torre | a8 negres torre · b8 negres cavall · c8 negres alfil · d8 negres dama · e8 negres rei · f8 negres alfil · h8 negres torre · a7 negres peó · c7 negres peó · d7 negres peó · e7 negres peó · f7 negres peó · g7 negres peó · h7 negres peó · f6 negres cavall · b5 negres peó · f3 blanques cavall · g3 blanques peó · a2 blanques peó · b2 blanques peó · c2 blanques peó · d2 blanques peó · e2 blanques peó · f2 blanques peó · h2 blanques peó · a1 blanques torre · b1 blanques cavall · c1 blanques alfil · d1 blanques dama · e1 blanques rei · f1 blanques alfil · h1 blanques torre | a8 negres torre · b8 negres cavall · c8 negres alfil · d8 negres dama · e8 negres rei · f8 negres alfil · h8 negres torre · a7 negres peó · c7 negres peó · d7 negres peó · e7 negres peó · f7 negres peó · g7 negres peó · h7 negres peó · f6 negres cavall · b5 negres peó · f3 blanques cavall · g3 blanques peó · a2 blanques peó · b2 blanques peó · c2 blanques peó · d2 blanques peó · e2 blanques peó · f2 blanques peó · h2 blanques peó · a1 blanques torre · b1 blanques cavall · c1 blanques alfil · d1 blanques dama · e1 blanques rei · f1 blanques alfil · h1 blanques torre | a8 negres torre · b8 negres cavall · c8 negres alfil · d8 negres dama · e8 negres rei · f8 negres alfil · h8 negres torre · a7 negres peó · c7 negres peó · d7 negres peó · e7 negres peó · f7 negres peó · g7 negres peó · h7 negres peó · f6 negres cavall · b5 negres peó · f3 blanques cavall · g3 blanques peó · a2 blanques peó · b2 blanques peó · c2 blanques peó · d2 blanques peó · e2 blanques peó · f2 blanques peó · h2 blanques peó · a1 blanques torre · b1 blanques cavall · c1 blanques alfil · d1 blanques dama · e1 blanques rei · f1 blanques alfil · h1 blanques torre | 4 |
| 3 | a8 negres torre · b8 negres cavall · c8 negres alfil · d8 negres dama · e8 negres rei · f8 negres alfil · h8 negres torre · a7 negres peó · c7 negres peó · d7 negres peó · e7 negres peó · f7 negres peó · g7 negres peó · h7 negres peó · f6 negres cavall · b5 negres peó · f3 blanques cavall · g3 blanques peó · a2 blanques peó · b2 blanques peó · c2 blanques peó · d2 blanques peó · e2 blanques peó · f2 blanques peó · h2 blanques peó · a1 blanques torre · b1 blanques cavall · c1 blanques alfil · d1 blanques dama · e1 blanques rei · f1 blanques alfil · h1 blanques torre | a8 negres torre · b8 negres cavall · c8 negres alfil · d8 negres dama · e8 negres rei · f8 negres alfil · h8 negres torre · a7 negres peó · c7 negres peó · d7 negres peó · e7 negres peó · f7 negres peó · g7 negres peó · h7 negres peó · f6 negres cavall · b5 negres peó · f3 blanques cavall · g3 blanques peó · a2 blanques peó · b2 blanques peó · c2 blanques peó · d2 blanques peó · e2 blanques peó · f2 blanques peó · h2 blanques peó · a1 blanques torre · b1 blanques cavall · c1 blanques alfil · d1 blanques dama · e1 blanques rei · f1 blanques alfil · h1 blanques torre | a8 negres torre · b8 negres cavall · c8 negres alfil · d8 negres dama · e8 negres rei · f8 negres alfil · h8 negres torre · a7 negres peó · c7 negres peó · d7 negres peó · e7 negres peó · f7 negres peó · g7 negres peó · h7 negres peó · f6 negres cavall · b5 negres peó · f3 blanques cavall · g3 blanques peó · a2 blanques peó · b2 blanques peó · c2 blanques peó · d2 blanques peó · e2 blanques peó · f2 blanques peó · h2 blanques peó · a1 blanques torre · b1 blanques cavall · c1 blanques alfil · d1 blanques dama · e1 blanques rei · f1 blanques alfil · h1 blanques torre | a8 negres torre · b8 negres cavall · c8 negres alfil · d8 negres dama · e8 negres rei · f8 negres alfil · h8 negres torre · a7 negres peó · c7 negres peó · d7 negres peó · e7 negres peó · f7 negres peó · g7 negres peó · h7 negres peó · f6 negres cavall · b5 negres peó · f3 blanques cavall · g3 blanques peó · a2 blanques peó · b2 blanques peó · c2 blanques peó · d2 blanques peó · e2 blanques peó · f2 blanques peó · h2 blanques peó · a1 blanques torre · b1 blanques cavall · c1 blanques alfil · d1 blanques dama · e1 blanques rei · f1 blanques alfil · h1 blanques torre | a8 negres torre · b8 negres cavall · c8 negres alfil · d8 negres dama · e8 negres rei · f8 negres alfil · h8 negres torre · a7 negres peó · c7 negres peó · d7 negres peó · e7 negres peó · f7 negres peó · g7 negres peó · h7 negres peó · f6 negres cavall · b5 negres peó · f3 blanques cavall · g3 blanques peó · a2 blanques peó · b2 blanques peó · c2 blanques peó · d2 blanques peó · e2 blanques peó · f2 blanques peó · h2 blanques peó · a1 blanques torre · b1 blanques cavall · c1 blanques alfil · d1 blanques dama · e1 blanques rei · f1 blanques alfil · h1 blanques torre | a8 negres torre · b8 negres cavall · c8 negres alfil · d8 negres dama · e8 negres rei · f8 negres alfil · h8 negres torre · a7 negres peó · c7 negres peó · d7 negres peó · e7 negres peó · f7 negres peó · g7 negres peó · h7 negres peó · f6 negres cavall · b5 negres peó · f3 blanques cavall · g3 blanques peó · a2 blanques peó · b2 blanques peó · c2 blanques peó · d2 blanques peó · e2 blanques peó · f2 blanques peó · h2 blanques peó · a1 blanques torre · b1 blanques cavall · c1 blanques alfil · d1 blanques dama · e1 blanques rei · f1 blanques alfil · h1 blanques torre | a8 negres torre · b8 negres cavall · c8 negres alfil · d8 negres dama · e8 negres rei · f8 negres alfil · h8 negres torre · a7 negres peó · c7 negres peó · d7 negres peó · e7 negres peó · f7 negres peó · g7 negres peó · h7 negres peó · f6 negres cavall · b5 negres peó · f3 blanques cavall · g3 blanques peó · a2 blanques peó · b2 blanques peó · c2 blanques peó · d2 blanques peó · e2 blanques peó · f2 blanques peó · h2 blanques peó · a1 blanques torre · b1 blanques cavall · c1 blanques alfil · d1 blanques dama · e1 blanques rei · f1 blanques alfil · h1 blanques torre | a8 negres torre · b8 negres cavall · c8 negres alfil · d8 negres dama · e8 negres rei · f8 negres alfil · h8 negres torre · a7 negres peó · c7 negres peó · d7 negres peó · e7 negres peó · f7 negres peó · g7 negres peó · h7 negres peó · f6 negres cavall · b5 negres peó · f3 blanques cavall · g3 blanques peó · a2 blanques peó · b2 blanques peó · c2 blanques peó · d2 blanques peó · e2 blanques peó · f2 blanques peó · h2 blanques peó · a1 blanques torre · b1 blanques cavall · c1 blanques alfil · d1 blanques dama · e1 blanques rei · f1 blanques alfil · h1 blanques torre | 3 |
| 2 | a8 negres torre · b8 negres cavall · c8 negres alfil · d8 negres dama · e8 negres rei · f8 negres alfil · h8 negres torre · a7 negres peó · c7 negres peó · d7 negres peó · e7 negres peó · f7 negres peó · g7 negres peó · h7 negres peó · f6 negres cavall · b5 negres peó · f3 blanques cavall · g3 blanques peó · a2 blanques peó · b2 blanques peó · c2 blanques peó · d2 blanques peó · e2 blanques peó · f2 blanques peó · h2 blanques peó · a1 blanques torre · b1 blanques cavall · c1 blanques alfil · d1 blanques dama · e1 blanques rei · f1 blanques alfil · h1 blanques torre | a8 negres torre · b8 negres cavall · c8 negres alfil · d8 negres dama · e8 negres rei · f8 negres alfil · h8 negres torre · a7 negres peó · c7 negres peó · d7 negres peó · e7 negres peó · f7 negres peó · g7 negres peó · h7 negres peó · f6 negres cavall · b5 negres peó · f3 blanques cavall · g3 blanques peó · a2 blanques peó · b2 blanques peó · c2 blanques peó · d2 blanques peó · e2 blanques peó · f2 blanques peó · h2 blanques peó · a1 blanques torre · b1 blanques cavall · c1 blanques alfil · d1 blanques dama · e1 blanques rei · f1 blanques alfil · h1 blanques torre | a8 negres torre · b8 negres cavall · c8 negres alfil · d8 negres dama · e8 negres rei · f8 negres alfil · h8 negres torre · a7 negres peó · c7 negres peó · d7 negres peó · e7 negres peó · f7 negres peó · g7 negres peó · h7 negres peó · f6 negres cavall · b5 negres peó · f3 blanques cavall · g3 blanques peó · a2 blanques peó · b2 blanques peó · c2 blanques peó · d2 blanques peó · e2 blanques peó · f2 blanques peó · h2 blanques peó · a1 blanques torre · b1 blanques cavall · c1 blanques alfil · d1 blanques dama · e1 blanques rei · f1 blanques alfil · h1 blanques torre | a8 negres torre · b8 negres cavall · c8 negres alfil · d8 negres dama · e8 negres rei · f8 negres alfil · h8 negres torre · a7 negres peó · c7 negres peó · d7 negres peó · e7 negres peó · f7 negres peó · g7 negres peó · h7 negres peó · f6 negres cavall · b5 negres peó · f3 blanques cavall · g3 blanques peó · a2 blanques peó · b2 blanques peó · c2 blanques peó · d2 blanques peó · e2 blanques peó · f2 blanques peó · h2 blanques peó · a1 blanques torre · b1 blanques cavall · c1 blanques alfil · d1 blanques dama · e1 blanques rei · f1 blanques alfil · h1 blanques torre | a8 negres torre · b8 negres cavall · c8 negres alfil · d8 negres dama · e8 negres rei · f8 negres alfil · h8 negres torre · a7 negres peó · c7 negres peó · d7 negres peó · e7 negres peó · f7 negres peó · g7 negres peó · h7 negres peó · f6 negres cavall · b5 negres peó · f3 blanques cavall · g3 blanques peó · a2 blanques peó · b2 blanques peó · c2 blanques peó · d2 blanques peó · e2 blanques peó · f2 blanques peó · h2 blanques peó · a1 blanques torre · b1 blanques cavall · c1 blanques alfil · d1 blanques dama · e1 blanques rei · f1 blanques alfil · h1 blanques torre | a8 negres torre · b8 negres cavall · c8 negres alfil · d8 negres dama · e8 negres rei · f8 negres alfil · h8 negres torre · a7 negres peó · c7 negres peó · d7 negres peó · e7 negres peó · f7 negres peó · g7 negres peó · h7 negres peó · f6 negres cavall · b5 negres peó · f3 blanques cavall · g3 blanques peó · a2 blanques peó · b2 blanques peó · c2 blanques peó · d2 blanques peó · e2 blanques peó · f2 blanques peó · h2 blanques peó · a1 blanques torre · b1 blanques cavall · c1 blanques alfil · d1 blanques dama · e1 blanques rei · f1 blanques alfil · h1 blanques torre | a8 negres torre · b8 negres cavall · c8 negres alfil · d8 negres dama · e8 negres rei · f8 negres alfil · h8 negres torre · a7 negres peó · c7 negres peó · d7 negres peó · e7 negres peó · f7 negres peó · g7 negres peó · h7 negres peó · f6 negres cavall · b5 negres peó · f3 blanques cavall · g3 blanques peó · a2 blanques peó · b2 blanques peó · c2 blanques peó · d2 blanques peó · e2 blanques peó · f2 blanques peó · h2 blanques peó · a1 blanques torre · b1 blanques cavall · c1 blanques alfil · d1 blanques dama · e1 blanques rei · f1 blanques alfil · h1 blanques torre | a8 negres torre · b8 negres cavall · c8 negres alfil · d8 negres dama · e8 negres rei · f8 negres alfil · h8 negres torre · a7 negres peó · c7 negres peó · d7 negres peó · e7 negres peó · f7 negres peó · g7 negres peó · h7 negres peó · f6 negres cavall · b5 negres peó · f3 blanques cavall · g3 blanques peó · a2 blanques peó · b2 blanques peó · c2 blanques peó · d2 blanques peó · e2 blanques peó · f2 blanques peó · h2 blanques peó · a1 blanques torre · b1 blanques cavall · c1 blanques alfil · d1 blanques dama · e1 blanques rei · f1 blanques alfil · h1 blanques torre | 2 |
| 1 | a8 negres torre · b8 negres cavall · c8 negres alfil · d8 negres dama · e8 negres rei · f8 negres alfil · h8 negres torre · a7 negres peó · c7 negres peó · d7 negres peó · e7 negres peó · f7 negres peó · g7 negres peó · h7 negres peó · f6 negres cavall · b5 negres peó · f3 blanques cavall · g3 blanques peó · a2 blanques peó · b2 blanques peó · c2 blanques peó · d2 blanques peó · e2 blanques peó · f2 blanques peó · h2 blanques peó · a1 blanques torre · b1 blanques cavall · c1 blanques alfil · d1 blanques dama · e1 blanques rei · f1 blanques alfil · h1 blanques torre | a8 negres torre · b8 negres cavall · c8 negres alfil · d8 negres dama · e8 negres rei · f8 negres alfil · h8 negres torre · a7 negres peó · c7 negres peó · d7 negres peó · e7 negres peó · f7 negres peó · g7 negres peó · h7 negres peó · f6 negres cavall · b5 negres peó · f3 blanques cavall · g3 blanques peó · a2 blanques peó · b2 blanques peó · c2 blanques peó · d2 blanques peó · e2 blanques peó · f2 blanques peó · h2 blanques peó · a1 blanques torre · b1 blanques cavall · c1 blanques alfil · d1 blanques dama · e1 blanques rei · f1 blanques alfil · h1 blanques torre | a8 negres torre · b8 negres cavall · c8 negres alfil · d8 negres dama · e8 negres rei · f8 negres alfil · h8 negres torre · a7 negres peó · c7 negres peó · d7 negres peó · e7 negres peó · f7 negres peó · g7 negres peó · h7 negres peó · f6 negres cavall · b5 negres peó · f3 blanques cavall · g3 blanques peó · a2 blanques peó · b2 blanques peó · c2 blanques peó · d2 blanques peó · e2 blanques peó · f2 blanques peó · h2 blanques peó · a1 blanques torre · b1 blanques cavall · c1 blanques alfil · d1 blanques dama · e1 blanques rei · f1 blanques alfil · h1 blanques torre | a8 negres torre · b8 negres cavall · c8 negres alfil · d8 negres dama · e8 negres rei · f8 negres alfil · h8 negres torre · a7 negres peó · c7 negres peó · d7 negres peó · e7 negres peó · f7 negres peó · g7 negres peó · h7 negres peó · f6 negres cavall · b5 negres peó · f3 blanques cavall · g3 blanques peó · a2 blanques peó · b2 blanques peó · c2 blanques peó · d2 blanques peó · e2 blanques peó · f2 blanques peó · h2 blanques peó · a1 blanques torre · b1 blanques cavall · c1 blanques alfil · d1 blanques dama · e1 blanques rei · f1 blanques alfil · h1 blanques torre | a8 negres torre · b8 negres cavall · c8 negres alfil · d8 negres dama · e8 negres rei · f8 negres alfil · h8 negres torre · a7 negres peó · c7 negres peó · d7 negres peó · e7 negres peó · f7 negres peó · g7 negres peó · h7 negres peó · f6 negres cavall · b5 negres peó · f3 blanques cavall · g3 blanques peó · a2 blanques peó · b2 blanques peó · c2 blanques peó · d2 blanques peó · e2 blanques peó · f2 blanques peó · h2 blanques peó · a1 blanques torre · b1 blanques cavall · c1 blanques alfil · d1 blanques dama · e1 blanques rei · f1 blanques alfil · h1 blanques torre | a8 negres torre · b8 negres cavall · c8 negres alfil · d8 negres dama · e8 negres rei · f8 negres alfil · h8 negres torre · a7 negres peó · c7 negres peó · d7 negres peó · e7 negres peó · f7 negres peó · g7 negres peó · h7 negres peó · f6 negres cavall · b5 negres peó · f3 blanques cavall · g3 blanques peó · a2 blanques peó · b2 blanques peó · c2 blanques peó · d2 blanques peó · e2 blanques peó · f2 blanques peó · h2 blanques peó · a1 blanques torre · b1 blanques cavall · c1 blanques alfil · d1 blanques dama · e1 blanques rei · f1 blanques alfil · h1 blanques torre | a8 negres torre · b8 negres cavall · c8 negres alfil · d8 negres dama · e8 negres rei · f8 negres alfil · h8 negres torre · a7 negres peó · c7 negres peó · d7 negres peó · e7 negres peó · f7 negres peó · g7 negres peó · h7 negres peó · f6 negres cavall · b5 negres peó · f3 blanques cavall · g3 blanques peó · a2 blanques peó · b2 blanques peó · c2 blanques peó · d2 blanques peó · e2 blanques peó · f2 blanques peó · h2 blanques peó · a1 blanques torre · b1 blanques cavall · c1 blanques alfil · d1 blanques dama · e1 blanques rei · f1 blanques alfil · h1 blanques torre | a8 negres torre · b8 negres cavall · c8 negres alfil · d8 negres dama · e8 negres rei · f8 negres alfil · h8 negres torre · a7 negres peó · c7 negres peó · d7 negres peó · e7 negres peó · f7 negres peó · g7 negres peó · h7 negres peó · f6 negres cavall · b5 negres peó · f3 blanques cavall · g3 blanques peó · a2 blanques peó · b2 blanques peó · c2 blanques peó · d2 blanques peó · e2 blanques peó · f2 blanques peó · h2 blanques peó · a1 blanques torre · b1 blanques cavall · c1 blanques alfil · d1 blanques dama · e1 blanques rei · f1 blanques alfil · h1 blanques torre | 1 |
|   | a | b | c | d | e | f | g | h |   |

La polonesa està molt relacionada amb la defensa St. George (1.e4 a6, normalment seguit per 2.d4 b5) a la qual sovint transposa. Borís Spasski jugà 1.d4 b5 contra Tigran Petrossian a la decisiva 22a patida del seu matx pel campionat del món de 1966. Spasski va igualar però rebutjà una oportunitat de taules, ja que anava un punt per darrere en el marcador, quedant com a màxim tres partides, cosa que el forçava pràcticament a jugar per a una victòria. Petrossian guanyà la partida, assegurant així la retenció del seu títol.
La polonesa es pot fer servir per combatre certes variants de l'obertura Réti o de l'atac indi de rei. En particular, 1.Cf3 Cf6 2.g3 b5 és una obertura plenament respectable que ha estat reeixidament jugada per l'ex Campió del món Anatoli Kàrpov, entre d'altres. Prepara el fianchetto de l'alfil de dama de les negres, i impedeix que les blanques juguin el c4 altrament desitjable. Cal notar que aquí 3.e4 permetria 3...Cxe4. El segon moviment del blanc el compromet a fianquetar el seu alfil de rei en comptes de desenvolupar-lo al llarg de la diagonal f1-a6, a causa de la debilitat que resultaria a la diagonal llarga.